# حزب العدالة والتنمية (أرض الصومال)
حزب العدالة والتنمية (UCID) هو أحد أحزاب جمهورية ارض الصومال، رئيسه المهندس فيصل علي ورابي يغلب عليه طابع التوازن السياسي فاز الحزب بانتخابات مجلس النواب عام 2006 ب 21 مقعدا من اصل 82 مقعدا

## نظرة
يعرف عن الحزب نشاطه الدائم في مجالات عدة تنموية داخل البلاد، ورغم قلة شعبيته بين أوساط الشعب، فرئيس الحزب المهندس فيصل علي ورابي شديد الانتقاد للحكومات المتعاقبة على حكم البلاد، وآخر هذه الانتقادات تحدثه عن الانتهاكات التي حدثت خلال الأشهر الثلاثة منذ تولي حزب التضامن مقاليد الحكم، وكان أبرزها تسلل مسلحين عبر الساحل الغربي، وكذلك انتهاكات لحقوق الإنسان ومنها حادثة عينابو ضد الاقلية من الجبوي. وانتهاك ضد الاعلام الحر.